# Laichingen (Landschaftsschutzgebiet)
Das Landschaftsschutzgebiet Laichingen ist ein mit Verordnung der Unteren Naturschutzbehörde beim Landratsamt Alb-Donau-Kreis vom 15. November 2000 ausgewiesenes Landschaftsschutzgebiet (LSG-Nummer 4.25.112).

## Lage und Beschreibung
Das 3.188,2 Hektar große Gebiet besteht aus mehreren Teilen und umgibt die Gemeinde Laichingen nahezu vollständig. Das Gebiet gehört zu den Naturräumen Mittlere Kuppenalb und Mittlere Flächenalb.
Laut Steckbrief handelt es sich um eine Kuppenalblandschaft mit Trockentälern, Kuppen und Senken, besonders markant ausgeprägte Landschaftsformen und Nutzungsverteilungen; mit ökologisch wertvollen Kulturlandschaftselementen wie Feldhecken, Feldgehölze, Steinriegel, Feldraine, Wacholderheiden, Magerrasen, Einzelbäume, Baumgruppen und Streuobstwiesen; unverbaute und landschaftsästhetisch ansprechende Landschaftsteile als lokal und regional bedeutsame Erholungsräume.
Das Naturschutzgebiet Laichinger Eichberg und Teile des FFH-Gebiets Kuppenalb bei Laichingen und Lonetal sowie die Naturdenkmale Erdfall mit 3 Rotbuchen in der Beerenhalde und Kuttel-Appel-Stein liegen im Landschaftsschutzgebiet.

## Schutzzweck
Schutzzweck ist gemäß Schutzgebietsverordnung.
Beim Landschaftsteil Kuppenalblandschaft nördlich, westlich und südlich von Laichingen und
beim Landschaftsteil Trockental „Himpfertal“/„Langes Tal“ mit angrenzender Kuppenalblandschaft und Tiefenhöhle
- die Vielfalt, Eigenart und Schönheit der Kuppenalblandschaft mit ihren Trockentälern, Kuppen und Senken zu erhalten,
- den Teil eines gemeindeübergreifenden charakteristischen Ausschnitts der Kuppenalb mit besonders markant ausgeprägten Landschaftsformen und Nutzungsverteilungen zu erhalten,
- die für die Kuppenalb typischen Landschaftsformen zu bewahren und die charakteristischen landschaftsbildprägenden und ökologisch wertvollen Kulturlandschaftselemente wie Feldhecken, Feldgehölze, Steinriegel, Feldraine, Wacholderheiden, Magerrasen, Einzelbäume, Baumgruppen und Streuobstwiesen zu erhalten,
- unverbaute und landschaftsästhetisch ansprechende Landschaftsteile als lokal und regional bedeutsame Erholungsräume zu erhalten.

Beim Landschaftsteil Kliffstufe östlich von Suppingen
- die Vielfalt, Eigenart und Schönheit der reich strukturierten Alblandschaft im Bereich der Kliffstufe zu erhalten,
- die für die Kliffstufe typische Landschaftsform zu bewahren und die charakteristischen landschaftsbildprägenden und ökologisch wertvollen Kulturlandschaftselemente wie Feldhecken, Feldgehölze, Steinriegel, Feldraine, Wacholderheiden, Magerrasen, Einzelbäume, Baumgruppen und Streuobstwiesen zu erhalten,
- unverbaute und landschaftsästhetisch ansprechende Landschaftsteile als lokal und regional bedeutsame Erholungsräume zu erhalten.

Beim Landschaftsteil Waldgebiet Zwirn
- das Waldgebiet als Teil des gemeindeübergreifend geschützten Trockentales „Tiefental“ mit angrenzender Kuppenalblandschaft zu erhalten.